# JB-2 Loon
Republic-Ford JB-2 Loon là bản sao chép bom bay V-1 của Hoa Kỳ. Được phát triển vào năm 1944.